# Wrestling Observer Newsletter Hall of Fame
La Wrestling Observer Newsletter Hall of Fame è una delle Hall of Fame di wrestling; la sua particolarità è che esiste solo sulla carta, non essendo prevista alcuna cerimonia di introduzione.
A differenza di quanto accade nel baseball o nel basket, nel mondo del wrestling professionistico non esistono Hall of Fame che prevedono che sia un gruppo di esperti del settore (indipendenti dalle organizzazioni) a decidere quali atleti verranno inseriti. In un certo senso questa mancanza veniva colmata dalla WON HOF: tale Hall of Fame è stata infatti creata da Dave Meltzer, redattore di un sito internet riguardante il wrestling tra i più famosi e rispettati, ma pur sempre indipendente. Con la creazione della Professional Wrestling Hall of Fame, la WON HOF ha perso parte del suo prestigio, ma resta sempre una realtà tra le più famose.
Nel 1996, Meltzer scelse una gran quantità di nomi da inserire come Classe del 1996. Sin dall'anno successivo i nomi vennero invece determinati attraverso un sondaggio che permetteva di scegliere i più rappresentativi tra addetti ai lavori e wrestlers; l'elenco delle scelte era comunque redatto da Meltzer in modo da garantire un'equa rappresentanza per i wrestlers statunitensi, giapponesi e messicani.

## Lista membri

### 1996
- Abdullah the Butcher (Lawrence Shreve)
- Perro Aguayo (Pedro Aguayo Damián)
- André the Giant (André Roussimoff)
- Bert Assirati
- Giant Baba (Shohei Baba)
- Jim Barnett (James Edward Barnett)
- "Wild" Red Berry
- The Destroyer (Dick Beyer)
- Fred Blassie (Frederick Kenneth Blassmann)
- Blue Demon (Alexander Muñoz Moreno)
- Nick Bockwinkel
- Paul Boesch
- Bobo Brazil (Houston Harris)
- Jack Brisco (Freddie Joe Brisco)
- Bruiser Brody (Frank Goodish)
- Mildred Burke (Mildred Bliss)
- El Canek (Felipe Estrada)
- Negro Casas
- Riki Choshu (Mitsuo Yoshida)
- Jim Cornette (James Mark Cornette)
- The Crusher (Reginald Lisowski)
- Ted DiBiase
- Dick the Bruiser (William Afflis)
- Alfonso Dantés
- The Dusek Family
- Dynamite Kid (Tom Billington)
- The Fabulous Kangaroos (Al Costello e Roy Heffernan)
- Jackie Fargo
- Ric Flair (Richard Fliehr)
- Tatsumi Fujinami
- Dory Funk Jr.
- Dory Funk Sr.
- Terry Funk
- Verne Gagne
- Cavernario Galindo
- Ed Don George (Edward Nye George Jr.)
- Gorgeous George (George Raymond Wagner)
- Frank Gotch
- Karl Istaz (Karl Gotch)
- "Superstar" Billy Graham (Wayne Coleman)
- Eddie Graham (Edward Gossett)
- Rene Guajardo
- Gory Guerrero (Salvador "Gori" Guerrero Quesada)
- Georg Hackenschmidt
- Stan Hansen (John Stanley Hansen)
- Bret Hart
- Stu Hart (Stewart Edward Hart)
- Bobby Heenan (Raymond Louis Heenan)
- Danny Hodge
- Hulk Hogan (Terrence Gene Bollea)
- Antonio Inoki (Kanji Inoki)
- Rayo de Jalisco sr.
- Tom Jenkins
- Don Leo Jonathan
- Gene Kiniski
- Fred Kohler
- Wladek "Killer" Kowalski (Edward Władysław Spulnik)
- Ernie Ladd
- Dick Lane
- Jerry Lawler
- Ed "Strangler" Lewis (Robert Herman Julius Friedrich)
- Jim Londos (Christos Theofilou)
- Salvador Lutteroth
- Akira Maeda
- Devil Masami
- Mil Máscaras (Aaron Rodríguez)
- Dump Matsumoto
- Earl McCready
- Leroy McGuirk
- Vince McMahon sr.
- Vince McMahon Jr.
- Danny McShane
- Ray Mendoza
- Mitsuharu Misawa
- Joe "Toots" Mondt
- Sam Muchnick
- Bronislau Nagurski
- Pat O'Connor
- Kintaro Oki
- Atsushi Onita
- Pat Patterson (Pierre Clemont)
- Antonio Peña
- John Pesek
- Roddy Piper (Roderick Toombs)
- Harley Race
- Dusty Rhodes (Virgil Runnels jr.)
- Rikidōzan (Kim Sin-Nak)
- The Road Warriors (Hawk (Michael Hegstrand) ed Animal (Joseph Laurinaitis))
- Yvon Robert
- Billy Robinson
- Antonino Rocca (Antonino Biasetton)
- "Nature Boy" Buddy Rogers (Herman C. Rohde jr.)
- Lance Russell
- Bruno Sammartino
- El Santo (Rodolfo Guzmán Huerta)
- Jackie Sato
- Randy Savage (Randall Poffo)
- Billy Shadow
- The Sheik (Ed Farhat)
- Hisashi Shinma
- Dara Singh
- Gordon Solie (Francis Jonard Labiak)
- El Solitario (Roberto González Cruz)
- Ricky Steamboat (Richard Blood)
- Joe Stecher
- Tony Stecher
- Ray Steele
- Ray Stevens (Carl Ray Stevens)
- Nobuhiko Takada
- Genichiro Tenryu (Genichiro Shimada)
- Lou Thesz (Aloysius Thesz)
- Tiger Mask (Saturo Sayama)
- Jumbo Tsuruta (Tomomi Tsuruta)
- Frank Tunney
- Mad Dog Vachon (Joseph Maurice Régis Vachon)
- Vader (Leon White)
- Johnny Valentine (John Wisniski)
- Fritz Von Erich (Jack Adkisson)
- Whipper Billy Watson (William John Potts)
- Bill Watts (William F. Watts Jr.)
- Jaguar Yokota
- Stanislaus Zbyszko (Jan Stanisław Cyganiewicz)

### 1997
- Édouard Carpentier (Édouard Ignacz Weiczorkiewicz)
- Toshiaki Kawada
- Jimmy Lennon
- William Muldoon
- Chigusa Nagayo (Nagayo Chigusa)

### 1998
- Dos Caras (José Rodríguez)

### 1999
- Lioness Asuka
- Jushin Liger (Keichi Yamada)
- Keiji Muto
- Jim Ross (James William Ross)

### 2000
- Steve Austin (Steven James Anderson)
- Mick Foley
- Shinya Hashimoto
- Akira Hokuto (Hisako Uno Sasaki)
- Bill Longson
- Frank Sexton
- Sandor Szabó (Alexander Szabó)

### 2001
- Black Shadow (Alejandro Cruz Ortíz)
- Diablo Velasco (Cuahutémoc Velasco)
- Lizmark (Juan Baños)
- Bull Nakano (Keiko Nakano)
- El Satánico (Daniel López López)

### 2002
- Martin Burns
- Jack Curley
- Kenta Kobashi
- Wahoo McDaniel (Ed McDaniel)
- Manami Toyota

### 2003
- Chris Benoit (Christopher Michael Benoit)
- Earl Caddock
- Francisco Flores
- Shawn Michaels (Michael Shawn Hickenbottom)

### 2004
- Kurt Angle
- Bob Backlund
- Masahiro Chono
- Carlos "Tarzán" Lopez
- Kazushi Sakuraba
- Último Dragón (Yoshihiro Asai)
- The Undertaker (Mark Calaway)

### 2005
- The Fabulous Freebirds (Michael P.S. Hayes, Terry Gordy e Buddy Roberts)
- Paul Heyman
- Triple H (Paul Levesque)

### 2006
- Eddie Guerrero
- Hiroshi Hase
- Masakatsu Funaki
- Aja Kong (Erika Shishido)
- Paul Bowser

### 2007
- Dwayne "The Rock" Johnson
- Evan Lewis
- Tom Packs

### 2008
- Paco Alonso (Francisco Alonso)
- Martín Karadagian

### 2010
- Wladek Zbyszko (Władysław Cyganiewicz)
- Rey Mysterio (Óscar Gutiérrez)
- Chris Jericho (Christopher Keith Irvine)

### 2011
- Kent Walto
- "Dr. Death" Steve Williams
- King Curtis Iaukea (Curtis Piehau Iaukea II)

### 2012
- John Cena
- Mick McManus
- Alfonso Morales
- Hans Schmidt (Guy Larose)
- Lou Albano (Louis Vincent Albano)
- Gus Sonnenberg

### 2013
- Takashi Matsunaga
- Henri Deglane
- Dr. Wagner (Manuel González Rivera)
- Atlantis
- Kensuke Sasaki
- Hiroshi Tanahashi

### 2014
- The Rock 'n' Roll Express (Ricky Morton & Robert Gibson)
- Ray Fabiani (Aurelio Fabiani)

### 2015
- Brock Lesnar
- Shinsuke Nakamura
- Perro Aguayo Jr. (Pedro Aguayo)
- The Assassins (Jody Hamilton & Tom Renesto)
- Ivan Koloff (Oreal Perras)
- Carlos Colón
- Eddie Quinn (Edmund Quinn)

### 2016
- Daniel Bryan (Bryan Danielson)
- Mean Gene Okerlund (Eugene Okerlund)
- Sting (Steve Borden)
- James McLaughlin

### 2017
- Mark Lewin
- AJ Styles (Allen Jones)
- The Sharpe Brothers (Ben & Mike)
- Minoru Suzuki
- Pedro Morales

### 2018
- La Parka (Adolfo Tapia)
- Jimmy Hart (James Ray Hart)
- Bill Apter
- Howard Finkel
- Gary Hart (Gary Williams)
- Yūji Nagata

### 2019
- Último Guerrero (José Gutiérrez Hernández)
- Villano III (Arturo Díaz)
- Dr. Wagner Jr. (Juan Manuel González Barron)
- Jim Crockett Sr. (promoter)
- Gedo (Keiji Takayama)
- Bearcat Wright (Edward Wright)
- Paul Pons
- Los Misioneros de la Muerte (El Signo, El Texano & Negro Navarro) (Antonio Sánchez, Juan Conrado Aguilar e Miguel Calderón Navarro)

### 2020
- Dan Kolov[1]
- Jun Akiyama[1]
- Karloff Lagarde[1]
- Kenny Omega[1] (Tyson Smith)
- Médico Asesino[1] (Cesáreo Anselmo Manríquez González)

### 2021
- Kazuchika Okada
- Jim Crockett Jr. (promoter)
- Los Brazos (Brazo de Oro, Brazo de Plata & El Brazo)
- Don Owen (promoter)

### 2022
- Holy Demon Army (Toshiaki Kawada & Akira Taue)
- Místico (Luis Ignascio Urive Alvirde)
- Kota Ibushi
- Tetsuya Naito
- Los Villanos (Villano I, Villano II, Villano III, Villano IV & Villano V)
- Mark "Rollerball" Rocco
- Lou Daro (promoter)
- Johnny Doyle (promoter)

### 2023
- Tomohiro Ishii
- Sgt. Slaughter (Robert Remus)
- Blue Panther (Genaro Nevarez)
- George Kidd
- The Brisco Brothers (Jack Brisco & Jerry Brisco)
- Beauty Pair (Jackie Sato & Maki Ueda)
- Antonino Rocca & Miguel Pérez

### 2024
- Roman Reigns (Leati Joseph Anoa'i)
- Shingo Takagi (Shin Takagi)
- Paul Orndorff
- Johnny Rougeau (Jean Rougeau)
- The Young Bucks (Matt Jackson & Nick Jackson)
- Los Hermanos Dinamita (Cien Caras, Máscara Año 2000 & Universo 2000)
- Cima (Nobuhiko Oshima)
- Johnny Saint (John Miller)
- Bobby Davis